# Ernst Baier
Ernst Baier (* 27. September 1905 in Zittau; † 8. Juli 2001 in Garmisch-Partenkirchen) war ein deutscher Eiskunstläufer, der im Einzellauf und im Paarlauf startete.

## Leben
Im Paarlauf mit Maxi Herber wurde Baier von 1935 bis 1939 fünfmal in Folge Europameister, von 1936 bis 1939 viermal Weltmeister und 1936 Olympiasieger in Garmisch-Partenkirchen.
Ernst Baier und Maxi Herber haben das Paarlaufen revolutioniert. Sie waren die ersten, die parallele Sprünge zeigten. Das Paar kam auch in dem offiziellen Olympia-Film von Leni Riefenstahl vor. Ernst Baier hatte die Kür entworfen und einen Komponisten gefunden, der sie musikalisch untermalte, um eine Einheit zwischen Lauf und Musik herzustellen.
Ernst Baier, der für den Berliner SC startete, hatte jedoch auch im Einzellauf Erfolg und brachte es hier dreimal zum Vize-Europameister (1931, 1932, 1933), zweimal zum Vize-Weltmeister (1933, 1934) und zum Silbermedaillengewinn bei den Olympischen Spielen 1936 hinter Karl Schäfer.
Baier ist – neben der Britin Madge Syers, der dies 1908 gelang – einer von nur zwei Menschen und der einzige Mann, der bei ein und denselben Olympischen Spielen Medaillen sowohl im Einzellauf wie auch im Paarlauf gewinnen konnte.
Parallel zur Sportlerkarriere beendete Baier sein Studium der Architektur.
Nach der Amateurkarriere heirateten Baier und Herber 1940 und hatten zwei Söhne und eine Tochter. Aus demselben Jahr erhielt sich auch eine Filmaufnahme der beiden während eines gemeinsamen Eislaufs in Düsseldorf. Die Ehe wurde 1964 geschieden. Einige Jahre später heiratete Ernst Baier erneut – eine schwedische Eiskunstläuferin –, hatte eine Tochter und wurde wieder geschieden. Später heiratete er noch ein drittes Mal.
Nach dem Zweiten Weltkrieg gründete das Ehepaar Baier 1951 die Eisrevue Eisballett Maxi und Ernst Baier. Später verkaufte es das Geschäft an Holiday On Ice.
Am 8. Juli 2001 starb Ernst Baier in Garmisch-Partenkirchen im Alter von 95 Jahren. Sein Grab liegt auf dem Friedhof von Partenkirchen.

## Ergebnisse

### Einzellauf
| Wettbewerb / Jahr        | 1929 | 1930 | 1931 | 1932 | 1933 | 1934 | 1935 | 1936 | 1937 | 1938 |
| ------------------------ | ---- | ---- | ---- | ---- | ---- | ---- | ---- | ---- | ---- | ---- |
| Olympische Winterspiele  |      |      |      | 5.   |      |      |      | 2.   |      |      |
| Weltmeisterschaften      |      |      | 3.   | 3.   | 2.   | 2.   |      |      |      |      |
| Europameisterschaften    | 7.   | 5.   | 2.   | 2.   | 2.   |      | 3.   | 3.   |      |      |
| Deutsche Meisterschaften | 2.   |      |      | 2.   | 1.   | 1.   | 1.   | 1.   | 1.   | 1.   |

### Paarlauf
(mit Maxi Herber)
| Wettbewerb / Jahr        | 1934 | 1935 | 1936 | 1937 | 1938 | 1939 | 1940 | 1941 |
| ------------------------ | ---- | ---- | ---- | ---- | ---- | ---- | ---- | ---- |
| Olympische Winterspiele  |      |      | 1.   |      |      |      |      |      |
| Weltmeisterschaften      | 3.   |      | 1.   | 1.   | 1.   | 1.   |      |      |
| Europameisterschaften    |      | 1.   | 1.   | 1.   | 1.   | 1.   |      |      |
| Deutsche Meisterschaften | 1.   | 1.   | 1.   |      | 1.   | 1.   | 1.   | 1.   |